# گریاتا (نیومکزیکو)
گریاتا (به انگلیسی: Garita) یک منطقهٔ مسکونی در ایالات متحده آمریکا است که در نیومکزیکو واقع شده‌است. گریاتا ۱٬۳۵۴٫۸۵ متر بالاتر از سطح دریا قرار دارد.